# 에리크 베다르 (야구 선수)
에리크 조제프 베다르(프랑스어: Érik Joseph Bédard, 1979년 3월 6일 ~ )는 캐나다의 은퇴한 야구 선수이다. 현역 시절에는 메이저리그 베이스볼의 볼티모어 오리올스, 시애틀 매리너스, 보스턴 레드삭스, 피츠버그 파이리츠, 휴스턴 애스트로스, 탬파베이 레이스에서 활동했다.